# Schloss Liebegg
Das Schloss Liebegg ist ein Schloss südlich von Gränichen im Kanton Aargau in der Schweiz. Es befindet sich auf einem 70 Meter hohen Felsvorsprung über dem Wynental auf einer Höhe von 510 m ü. M. und entstand aus einer mittelalterlichen Höhenburganalage. Neben dem Schloss Liebegg befindet sich die 1958 eröffnete kantonale landwirtschaftliche Berufsschule.

## Geschichte

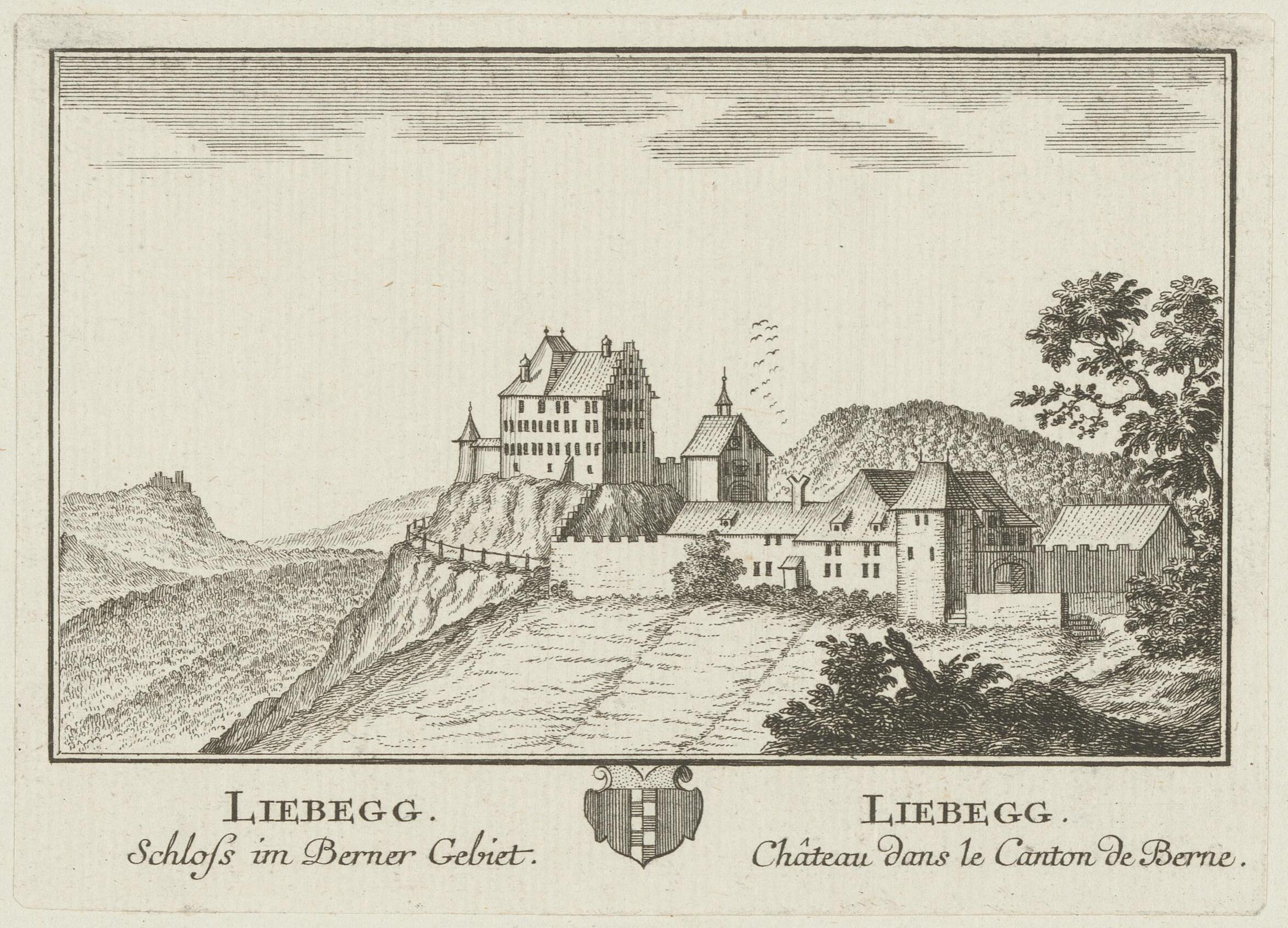
Schloss Liebegg, aus David Herrlibergers Neue und vollständige Topographie der Eidgnossschaft, Ansicht aus Südwesten (um 1755)

Die Burg wurde während der zweiten Hälfte des 12. Jahrhunderts gebaut, als sich ein Zweig der Herren von Trostburg abspaltete und in einer Entfernung von lediglich einem halben Kilometer einen neuen Stammsitz errichtete. Diese erstmals 1241 erwähnten Herren von Liebegg waren ein Ministerialengeschlecht der Grafen von Habsburg-Laufenburg, später der Hauptlinie der Habsburger. Das erste Gebäude wurde in der zweiten Hälfte des 13. Jahrhunderts durch die «neue Burg» ersetzt.
Zur Herrschaft Liebegg gehörten das Dorf Gränichen, die Burg Schöftland mit der dazugehörenden Herrschaft, das Niedergericht über Birrwil sowie der Kirchensatz in Schöftland und Birrwil. Von 1318 bis 1371 waren die Ritter von Glarus aus Zürich zur Hälfte an der Herrschaft beteiligt. Ab 1415 lag die Liebegg im Herrschaftsbereich der Stadt und Republik Bern.
Das Geschlecht der Liebegger starb im Jahr 1433 aus und ihr Besitz fiel durch Erbschaft an die Herren von Luternau. Diese waren ein altes Adelsgeschlecht aus Luthern bei Willisau und gehörten ab dem 16. Jahrhundert zu den einflussreichsten Familien der Stadt Bern. Im Jahr 1596 befand sich Augustin von Luternau in Geldnöten: Er verkaufte die Nutzungsrechte am Wald den Dorfbewohnern von Gränichen und das Schloss an die Stadt Brugg. Nur zwei Monate später kaufte er das Schloss aber wieder zurück.
Im Jahr 1602 erwarb die vornehme Familie Escher aus Zürich die Herrschaft Liebegg. Den kommenden grossen Krieg voraussehend, kaufte 1615 der Strassburger Juwelier und Bankier Reinhard (René) Graviseth (1560–1633) das Schloss. Er liess für sich und seine Familie einen bequemen Wohntrakt, die südlich gelegene sogenannte Neue Burg anbauen und wurde im gleichen Jahr 1615 von Kaiser Matthias II. geadelt. Sein Sohn Jakob von Graviseth (1598–1658) heiratete die Tochter des Berner Schultheissen Salome von Erlach (1604–1636) und bekam das Berner Burgerrecht geschenkt. Als Gegengeschenk übergab er 1632 die wertvolle Bibliothek, die er von seinem Taufpaten, dem französischen Diplomaten Jacques Bongars (1554–1612) ererbt hatte, mit spätantiken und mittelalterlichen Handschriften an Bern (Bongarsische Bibliothek, heute in der Burgerbibliothek Bern aufbewahrt). Von 1668 bis 1709 war die Herrschaft im Besitz der nahe verwandten Herren von Landenberg und gelangte durch Tausch wieder an die naturkundlich interessierte Familie Graviseth. Durch die Heirat mit einer Graviseth-Tochter kam die Liebegg 1764 in den Besitz der einflussreichen Familie von Diesbach aus Bern.
Nach dem Einmarsch der Franzosen im März 1798 verloren die Diesbach ihre Herrschaftsrechte und das Schloss war nur noch reiner Immobilienbesitz. Nachdem 1875 die Industriellenfamilie Hunziker aus Aarau das Schloss gekauft hatte, wurde es bis 1907 einer gründlichen Sanierung unterzogen. 1946 ging das Schloss in den Besitz des Kantons Aargau über und dient heute als Tagungs- und Kulturzentrum.

## Gebäude
Die Doppelburganlage weist heute keine sichtbaren Teile aus dem Mittelalter mehr auf. An der höchsten Stelle des Hügelsporns befand sich einst die «alte Burg», die durch einen Burggraben von der etwas tiefer gelegenen «neuen Burg» getrennt war. Anstelle der alten Burg entstand 1561/62 das «Luternauhaus», ein Wohnbau im spätgotischen Stil. Es ist nur teilweise erhalten geblieben, da der Südtrakt im 19. Jahrhundert wegen Baufälligkeit abgetragen werden musste. Die «neue Burg» wurde 1617/18 vollständig umgestaltet und in ein barockes Wohnschloss umgebaut. Bei einem Erdbeben im Jahr 1817 stürzte die Westmauer des Wohntraktes ein und musste um einige Meter zurückversetzt wieder aufgebaut werden. Dieser Teil weist einen klassizistischen Stil auf.
Seit 2018 ist das Schloss Liebegg der Standort des Hexenmuseums Schweiz.

## Trivia
Das Schloss Liebegg war 2018 Drehort für das Musikvideo "Hexenhammer" der Brugger Heavy-Metal-/Power-Metal-Band Burning Witches.